# Ричардс Беј
Ричардс Беј (енгл. Richards Bay, афр. Richardsbaai) је град у Јужноафричкој Републици, на северном делу обале Индијског океана око 180 km северно од Дурбана у срцу земље зулу народа (Zululand). Заједно са градом Емпангени (Empangeni) чини општину уМшлатузе (uMhlathuze).
Клима је претежно тропска или подтропска са просечном летњом температуром 28 °C и зимском температуром 22 °C. Влажност ваздуха је углавном велика током целе године и просечан ниво падавина је око 1200 mm годишње.
Ричардс Беј је првобитно био мали рибарски град али је доживео процват када је изгрђена Лука Ричардс Беј 1976. године, тада највећа и најдубља лука. Ипак, главни извор благостања долази од великих наслага титанијума на обали океана које ископава компанија Ричардс Беј Минералс (Richards Bay Minerals). 
У Ричардс Беј-у могуће је редовно видети делфине са многобројних купалишта, нарочито са Алкантсранд Плаже (Alkantsrand Beach). Природно слатководно језеро Мзингази (Mzingazi) на скоро самој обали океана је станиште крокодила и нилских коња али је најпознатије по орловима (fish eagle) који се ту хране рибом. Миренсије (Meerensee, Meer-en-see) је насеље у Ричардс Беју између језера и океана и дословце значи „језеро на мору“